# Bárbara Dührkop Dührkop

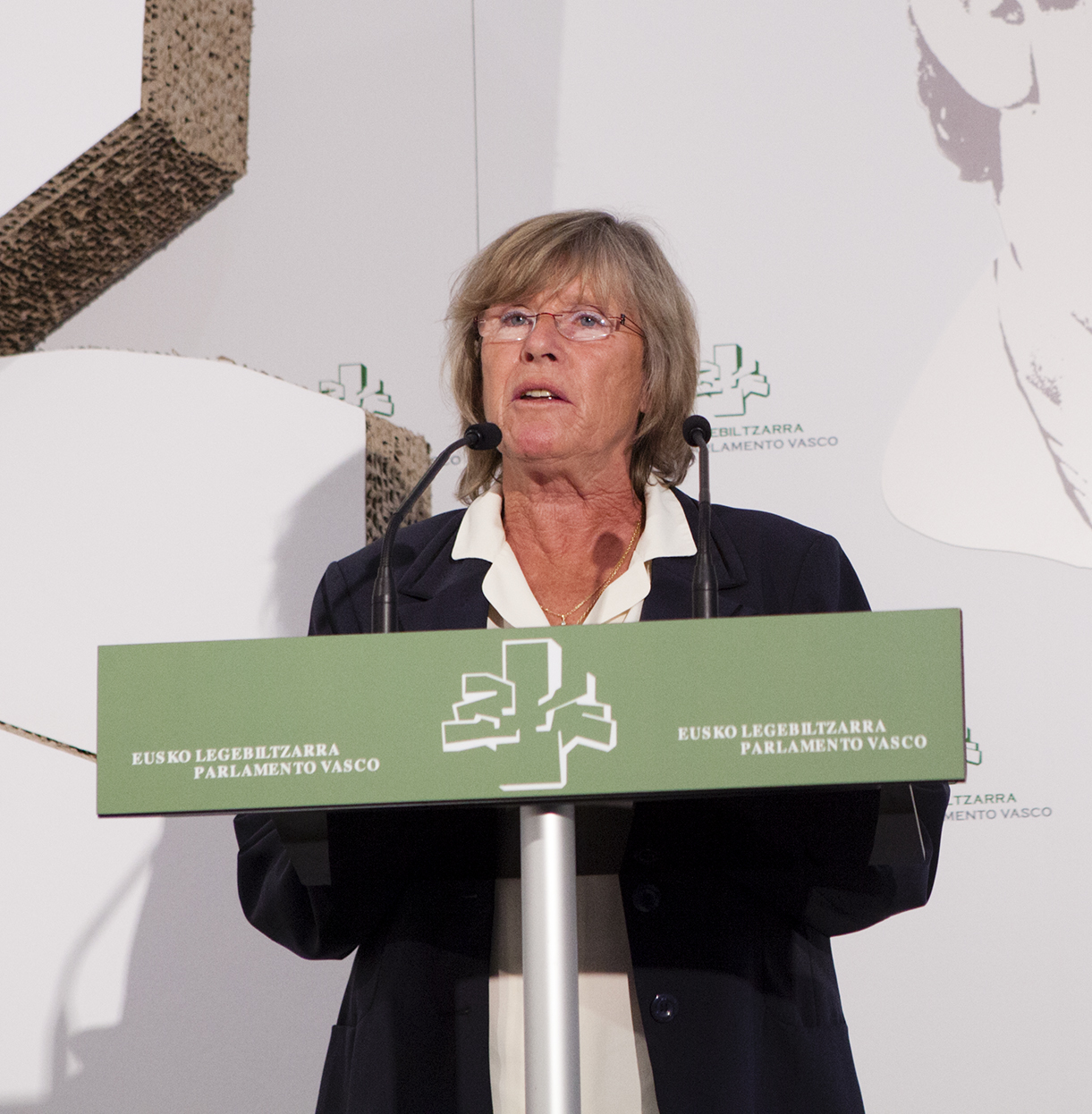
Bárbara Dührkop (2014).

Bárbara Dührkop Dührkop (n. 27 iulie 1945) este un om politic spaniol, membru al Parlamentului European începând din 1987, din partea Spaniei.
1. ↑  Deputații în Parlamentul European